# Berent Munthe
Berent (eller Bernhard) Munthe, född 28 januari 1737 i Helsingborg, död den 1 juni 1799, var en svensk lärare. Han var bror till Sven Hansson Munthe.
Munthe blev magister i Lund 1760, docent i romersk vältalighet och poesi där 1762, adjunkt utan bestämt läroämne där 1768 och rektor vid Malmö skola 1780. Han var, skriver Ludvig Munthe i Nordisk familjebok, "en af sin tids lyckligaste tillfällighetspoeter, hvarom många i behåll varande dikter, mest bröllops- och begrafningskväden, bära vittne".